# Julian Jasiński
Julian Jasiński – pułkownik Armii Polskiej we Francji, kawaler Orderu Virtuti Militari.

## Życiorys
Jego prawdziwe nazwisko według akt Centralne Archiwum Wojskowe brzmiało Jasiński, ale w literaturze przedmiotu najczęściej występuje pod nazwiskiem Jasieński.
Był synem uczestnika powstania styczniowego, który po zakończeniu walki został zmuszony do emigracji do Francji. Nie znał języka polskiego. Po skończeniu szkoły wstąpił do wojsk kolonialnych. Następnie służył w I wojnie światowej po stronie Francji.
17 grudnia 1917 roku został powołany na dowódcę 1 pułku strzelców polskich. Dowództwo nad pułkiem objął 18 stycznia 1918 roku.
20 sierpnia został awansowany na dowódcę I Brygady, składającej się z 3 pułków strzelców w ramach 1 Dywizji Armii Polskiej.
Witold Hilary Trawiński wspomina go jako silnego rygorystę. Był przeciwnikiem wpływania na sprawy wojskowe przez cywilów. Nie zawahał się nawet wyrzucić za drzwi ówczesnego przewodniczącego Komitetu Narodowego Polskiego Romana Dmowskiego. Był też mocno oburzony faktem, że jego pułk otrzymał swój sztandar dopiero 17 czerwca, kiedy ten znajdował się już na linii frontu.
Po wojnie nie pojechał do Polski razem z resztą weteranów Błękitnej Armii.
Według W. Trawińskiego, Julian Jasiński miał szereg odznaczeń, w tym: Medal Honoru, Medal Wojskowy i Krzyż Wojenny, otrzymał też Krzyż Srebrny Orderu Wojskowego Virtuti Militari nr 6159, nadany 27 września 1922.